# Магомедов, Сапиюла Алиевич
Сапиюла Алиевич Магомедов — советский хозяйственный, государственный и политический деятель, Герой Социалистического Труда.

## Биография
Родился 15 июля 1932 года в селении Гергентала. Член КПСС.
С 1950 года — на хозяйственной, общественной и политической работе. В 1950—1995 гг. — подсобный рабочий, плотник в колхозе им. Кирова Буйнакского района Дагестанской АССР, плотник-бетонщик в строительно-монтажном управлении № 1 «ЧиркейГЭСстроя», бригадир комплексной бригады управления строительства «Чиркейгэсстрой» Министерства энергетики и электрификации СССР.
Указом Президиума Верховного Совета СССР от 13 августа 1981 года за выдающиеся успехи, достигнутые при строительстве Чиркейской ГЭС присвоено звание Героя Социалистического Труда с вручением ордена Ленина и золотой медали «Серп и Молот».
С 1975 по 1990 годы был депутатом Верховного Совета Дагестанской АССР, в 1991 году избран депутатом Верховного Совета СССР и назначен членом Комитета Верховного Совета СССР по строительству на постоянной основе. Избирался делегатом ХХVI съезда КПСС, ХVI съезда профсоюзов СССР, 1-го Российского съезда профсоюзов.
Весной 1989 года избран народным депутатом СССР  от профессиональных союзов СССР.
Умер в поселке Дубки 24 июля 1996 года.